# Rimburg
Rimburg est un village situé dans la commune néerlandaise de Landgraaf, dans la province du Limbourg. En 2007, le village comptait environ 700 habitants.

## Histoire
Rimburg a été une commune indépendante jusqu'au 15 mars 1887, date de son rattachement à Ubach over Worms.

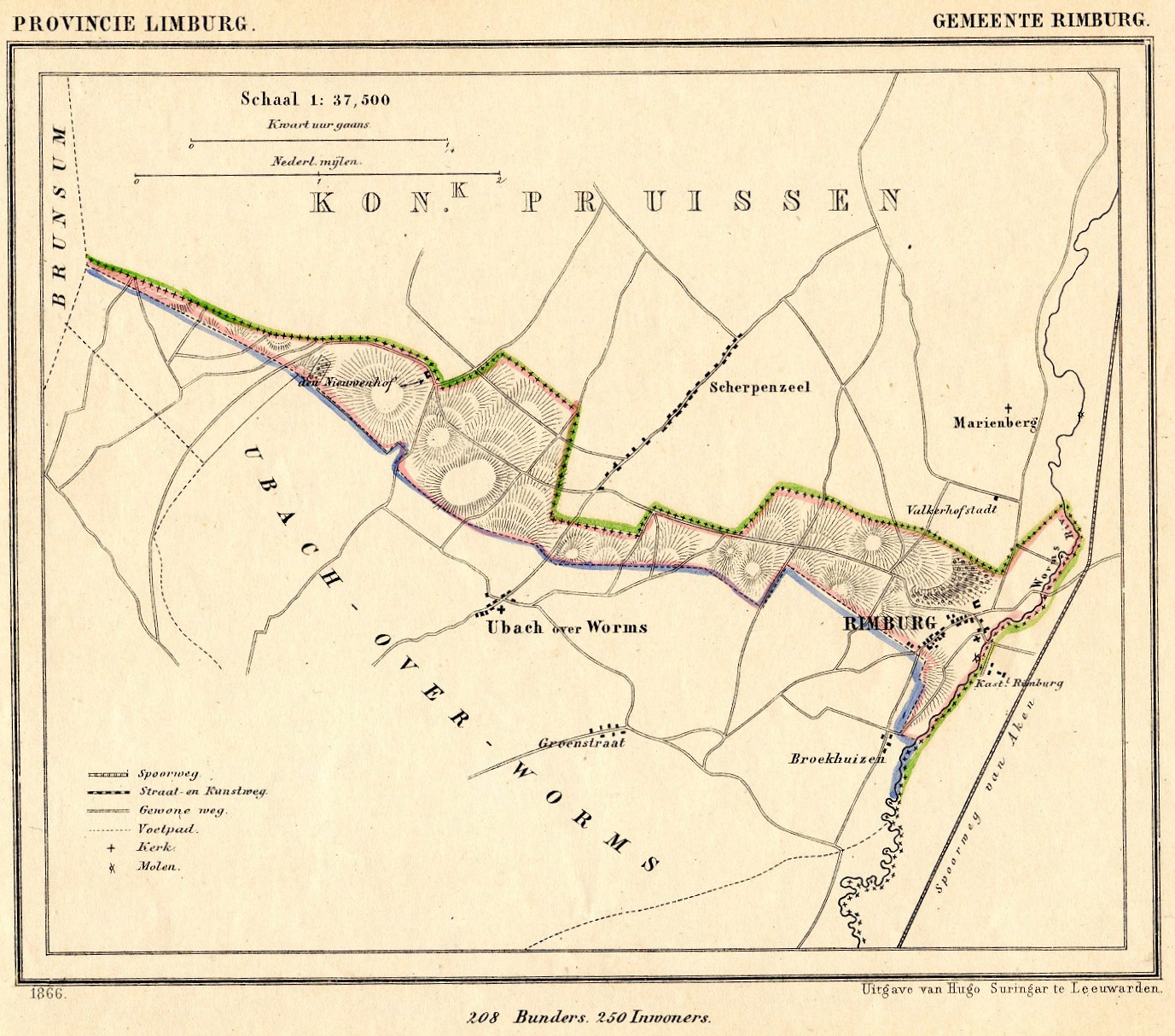
La commune indépendante de Rimburg en 1866.